# Lepidochrysops letsea
The Free State Blue (Lepidochrysops letsea) là một loài bướm ngày thuộc họ Bướm xanh. Nó được tìm thấy ở Nam Phi, in the East Cape, the đông part of the Orange Free State và Gauteng.
Sải cánh dài 33–35 mm đối với con đực và 32–33 mm đối với con cái. Con trưởng thành bay từ tháng 10 đến tháng 1. There is one extended generation per year.
Ấu trùng ăn Hemizygia pretoriae.